# Kerfornecaris
Kerfornecaris is een geslacht van uitgestorven kreeftachtigen uit de klasse van de Malacostraca (hogere kreeftachtigen).

## Soort
- Kerfornecaris roscanvelensis Racheboeuf & Rolfe, 1990 †